# Antonio Cozzolino
Antonio Cozzolino, conosciuto anche come Pilone, ovvero Tonino 'o Pilone (Torre Annunziata, 20 gennaio 1824 – Napoli, 14 ottobre 1870), è stato un famoso brigante che, dal 1860 al 1865 circa, impegnò con le sue azioni di guerriglia le truppe piemontesi alle falde del Vesuvio, uccidendo anche il capitano delle Guardie Nazionali di Ottaviano. Dopo una vita alla macchia fu ucciso durante un agguato a via Forìa a Napoli, tradito da un suo fedelissimo.

## Biografia

### Pilone, giovane scalpellino
Ritenuto da molti storici l'ultimo dei grandi briganti del brigantaggio postunitario italiano come Carmine Crocco, fedelissimo a Francesco II, Cacciatore dell'Esercito Borbonico, Antonio Cozzolino, un giovane alto dai capelli ricci, con barba e baffi - da qui il soprannome Pilone: grande e peloso - nacque il 20 gennaio 1824 a Torre Annunziata, in località Casale Nuovo, sotto il regno di Ferdinando I. Furono gli anni più difficili per il Regno delle Due Sicilie: erano in corso i moti carbonari di Guglielmo Pepe e la città era invasa dai fedelissimi di Gioacchino Murat. I genitori, Vincenzo Cozzolino e Carolina Liguori, abitarono nel quartiere Annunziatella di Boscotrecase, precisamente nei vicoli di contrada Casavitelli, borgo in cui Antonio Cozzolino è sempre tornato sin dall'infanzia. Il padre, che di mestiere faceva lo scalpellino, mise a lavorare il figlio insieme a lui, permettendo allo stesso di conoscere tutte le cave del luogo, tra cui il Monte Tifata, il Casertano, le cave di Mondragone e quelle del Vesuvio. Cozzolino lavorò la pietra con il padre dal 1838 al 1844, iniziando con i lavori per la posa dei binari della linea ferroviaria Napoli-Portici, e proseguendo fino a Torre Annunziata, a Castellammare di Stabia, e a Sarno, dove terminava il cantiere della ferrovia. Sin dall'infanzia appassionato d'armi, spavaldo e incline a primeggiare, il giovane scalpellino all'età di 20 anni venne arrestato con l'accusa di porto d'armi abusivo e resistenza alla forza pubblica.

### Da soldato a Cacciatore dell'ottavo battaglione
Nel 1844, anno in cui convolò a nozze con la borghese Luigia Falanga di Boscoreale, si arruolò nell'esercito borbonico di Ferdinando II per sfuggire alla prigionìa. Fu allora che venne trasferito a Nocera e destinato al corpo “Cacciatori piedi di linea” dell'ottavo battaglione. Una volta finito l'addestramento, si stabilì in Calabria per due anni, dove rimase in servizio per sterminare le bande che infestavano la Sila e l'Aspromonte. Si trattava di bande fuorilegge composte da criminali: è combattendo contro i briganti che Pilone iniziò la sua carriera militare fino a diventare lui stesso un temuto brigante e combattente di re Francesco II. Nel maggio del 1848, passato alla storia come l'anno dei moti liberali che causarono il caos in tutta Europa, Cozzolino fu in servizio a Napoli e subito dopo a Messina, con l'incarico di riportare ordine nelle province che si erano ribellate alla corona. Nel 1849 lasciò lo Stretto e fu spedito a Gaeta e a Velletri  per combattere contro Garibaldi, il quale fu poi costretto a ritirarsi e abbandonare Roma. Terminata la leva di otto anni come soldato semplice, nel 1853 si offrì di fare da rimpiazzo ad un nobile dell'ottavo battaglione che non voleva espletare il servizio militare. Così rimase a Nocera agli ordini del maggiore Michele Sforza, nella seconda compagnia del capitano Luigi Caracciolo di San Vito. Poi fu distaccato a Salerno, nella caserma di Portanova, e successivamente, insieme ai ragazzi dell'ottavo, arrivò in Sicilia, per reprimere i moti rivoluzionari di un'isola che non voleva rassegnarsi a restare sotto il Regno di Napoli. Presagendo lo sbarco di Garibaldi, Cozzolino e il suo battaglione vennero reimbarcati a Trapani il 2 maggio. Da lì si spostarono verso Alcamo dove approdarono l'8 maggio e allestirono l'accampamento militare, in attesa che la brigata del generale Francesco Landi arrivasse da Palermo.

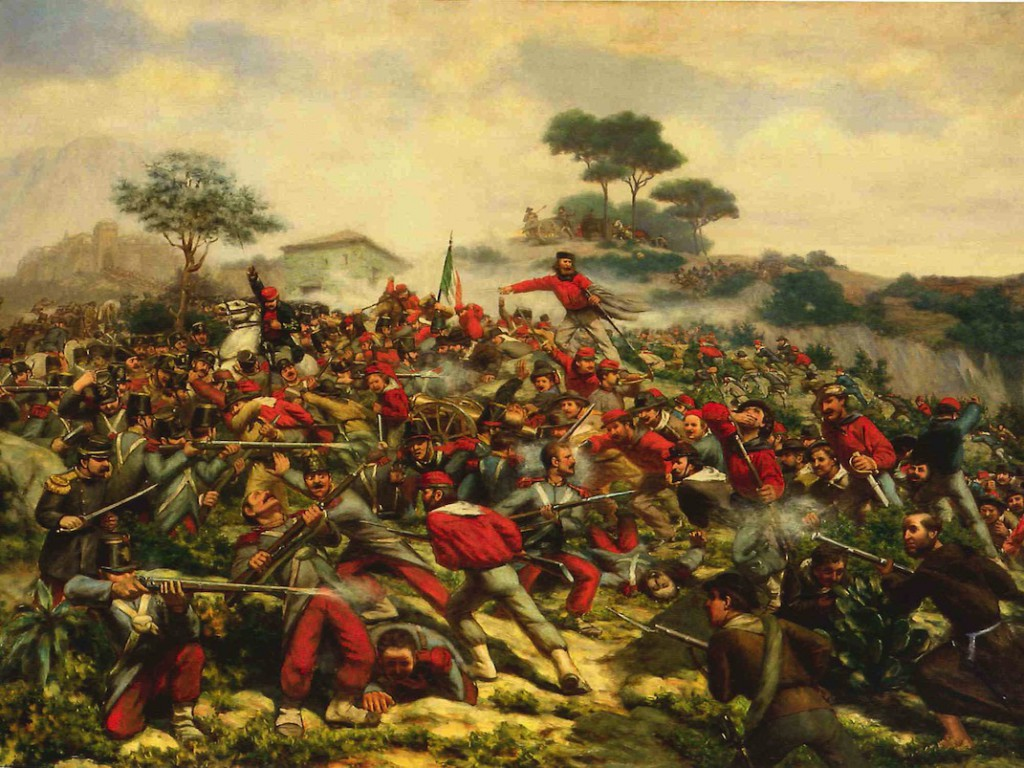
La battaglia di Calatafimi - olio su tela di Remigio Legat

### La battaglia di Calatafimi
Il 15 maggio l'armata dei Borbone lottò a Calatafimi contro le truppe garibaldine, quattro volte più numerose dei Cacciatori che arrivavano a stento a cinquecento unità. In questa battaglia il sergente Cozzolino agguantò la bandiera dei mille strappandola all'alfiere Menotti, assalì e incendiò una casa di Partinico da dove contadini e popolani siciliani attaccarono le truppe regie, poi continuò a Monreale e così pure a San Martino, a Renne e a Parco. A Corleone il maggiore Michele Sforza su disposizione del capitano Caracciolo, amico e protettore di Antonio Cozzolino, conferì a quest’ultimo la medaglia borbonica al Valor militare dei Cacciatori di San Giorgio e lo promosse a secondo sergente dei Cacciatori. Il 24 agosto 1860 Cozzolino s’imbarcò per Napoli, dove arrivò il 27 agosto. Quando fu chiaro che Garibaldi sarebbe arrivato in città senza incontrare resistenza, il sergente lasciò Napoli e raggiunse il battaglione a Nocera. Da qui, per ordine dello Stato maggiore, si scontrarono con gli invasori il 21 settembre a Caiazzo: una battaglia questa in seguito alla quale il brigante si guadagnò la promozione a sergente maggiore dei Cacciatori. L’1 e il 2 ottobre si distinse nella battaglia del Volturno, dove cadde prigioniero delle truppe piemontesi e dopo la quale fu rinchiuso per pochi giorni nel carcere militare di Ischia. Una volta fuori tornò al suo paese, Boscotrecase, dove riprese il suo antico lavoro di scalpellino, con l’aiuto del conte Gaetano Caracciolo di Torchiarolo. Dopo la scarcerazione Pilone e la moglie Luigia furono ospitati a casa del cognato Raffaele Falanga, un ricco possidente di Boscoreale.

### Il Comitato Borbonico Generale
Nella primavera del 1861 a Napoli nacque il “Comitato Borbonico Generale”, composto da Antonio Caracciolo, suo antico protettore, il principe di Montemiletto, il principe di Ottajano e Giuseppe IV de’ Medici duca di Miranda, ultimo intendente borbonico della provincia di Napoli. Il 29 marzo, venerdì santo, Antonio Cozzolino fu invitato alla riunione del comitato che si tenne in piazza San Pasquale a Portici. In questa occasione apprese che in Puglia e in Basilicata era scoppiata la controrivoluzione con migliaia di contadini e montanari locali e che lo stesso stava avvenendo sulle montagne d'Abruzzo e del Molise, in varie parti della Campania e sulle montagne della Calabria. Una volta venutone a conoscenza Pilone si mise a disposizione della causa di re Francesco II, combattendo per lui, per il Regno delle Due Sicilie e iniziando ufficialmente la sua seconda vita: quella del brigante. Tra la mattina di Pasqua 1861 e il giorno successivo, tramite il taverniere Paolo Collaro, entrò in contatto con Vincenzo Barone, il capobanda del monte Somma, che dalla montagna colpiva e controllava i piemontesi. L'intesa tra il capobanda Barone e il sergente Pilone fu immediata, così tanto che ben presto diventarono comandanti alla pari di due brigate diverse al soldo di Francesco II di Borbone. In seguito a un attacco improvviso dei piemontesi che avevano circondato la casa dei fratelli Cozzolino, questi ultimi riuscirono a cavarsela e a raggiungere San Sebastiano, dove gli fu facile disfarsi dei cavalli e raggiungere i boschi del Vesuvio. Qui riuscirono a reclutare nuovi uomini e, grazie all'aiuto dei due amici Gennaro Alderisio e Vincenzo Vangone, si rifornirono di viveri e armi. Al nuovo attacco dei bersaglieri, avvenuto a giugno, la banda Pilone rispose decimandoli e la vittoria le aggiudicò il controllo totale dei boschi del Vesuvio. Da qui in poi Cozzolino iniziò ad organizzare minuziosamente i suoi colpi: assalì le masserie dei paesi vesuviani, prese d'assalto treni e carrozze che trasportavano le truppe italiane, colpì così Resina, Boscoreale, Pompei, Scafati e Sant’Anastasia, e liberò nove prigionieri borbonici dal carcere di Torre Annunziata.

### L'invasione di Boscotrecase
Fu il 9 luglio 1861 che la banda Pilone effettuò l'assalto a Boscotrecase, il paese natale del capobanda. Il capitano Cozzolino, una volta respinta la guardia nazionale diretta dal cugino, ferì due militari e ne uccise altri due, poi liberò Filippo Migliaccio che si unì alla banda per sfilare insieme ai compagni lungo le strade del paese. Nacque così la leggenda Pilone: dieci guardie nazionali si unirono a lui mentre centinaia di persone gridavano festosamente “Viva Francesco! Viva Pio IX! Viva Pilone!”. Gli scontri continuarono per i briganti del Vesuvio ai danni del posto di Guardia di Boscoreale e dei Nazionali di Terzigno, per proseguire con un terzo colpo compiuto alla stazione ferroviaria di Castel Cisterna e per concludere il 22 luglio con lo svaligiamento del Casino di caccia di Vomero. In virtù della tecnica militare guerrigliera mostrata in campo, nel luglio 1861, l'ex sergente dei Cacciatori, venne promosso al grado di “comandante delle truppe in guerra nella provincia di Napoli”. Il 27 agosto dello stesso anno, il comandante Cozzolino rimase solo: Vincenzo Barone, capobanda di Sant’Anastasia e suo compagno di battaglia, cadde vittima di una “spiata” fatta da alcuni tra i suoi fedelissimi e venne trucidato a bruciapelo all'età di vent'anni dalle forze dell'ordine. Da quel momento Cozzolino si ritrovò da solo a capo della banda del Vesuvio, che, ciononostante, dall'autunno del 1861 si riempì di decine di giovani che chiedevano di combattere per l'armata del Regno delle Due Sicilie. Dopo l'assalto a Villa delle Ginestre di Torre del Greco, l'ex scalpellino tentò di spaventare l'avvocato Lebano facendo irruzione a cavallo per le vie di Trecase, tanto che l'avvocato tornò a Napoli e mandò contro la banda Pilone un intero battaglione con l'ordine di annientarla.

### Attività di guerrigliero nel Vesuviano
Il 2 dicembre 1861 la banda Cozzolino tornò in piena attività e vide tra i suoi componenti Luigi Carillo, Luigi Panariello, Francesco Napodano, Luigi Ranieri, Domenico Cirigliano e altra gente di Terzigno, raggiungendo il numero di 51 membri. Le sue gesta finirono per attirare l'attenzione della Questura di Napoli, ai tempi diretta da Silvio Spaventa, che diede il via ad una serie di arresti: il 24 luglio fu la volta del monsignor Bonaventura Cenatiempo, e cinque suoi “complici”, la notte seguente presero il principe di Montemiletto, consigliere del comitato borbonico di Portici, e i suoi complici, tra cui il barone Achille Luigi Caracciolo di San Vito e il marchese Domenico De Luca. Quest'ultimo, già capitano dell'ottavo battaglione Cacciatori, aveva preso parte in Calabria a uno scontro con i soldati italiani ed era stato superiore e amico di Pilone. Gli altri erano tutti consiglieri del comitato borbonico che si riuniva clandestinamente nel Caffè Nocera di Napoli, mentre il capo, Francesco Ricciardi Conte di Camaldoli, riuscì a fuggire. Quest'ultimo si nascose nel Castello Medici di Ottajano, salvandosi insieme al barone Vincenzo Carbonelli e proprio qui, la notte del 31 dicembre 1861, si incontrarono segretamente con Pilone. Intanto il comitato borbonico di Napoli si mise a diffondere manifesti borbonici di propaganda nei vicoli e nelle strade, simulando insurrezioni popolari per celebrare il ritorno sul trono di re Francesco II. Tra il giugno 1861 e il marzo 1862 le forze dell’ordine di Napoli imprigionarono i tre emissari borbonici Quattromani, Bishop e la principessa Sciarra, confiscando loro dei documenti che contenevano codici grazie ai quali scoprirono i rapporti e i luoghi delle bande campane, compresa la banda Pilone. Il 28 luglio 1862, il nuovo capo della polizia Nicola Amore si servì di due poliziotti in borghese per infiltrarsi nella banda di Cozzolino ed eseguì l’arresto di due dei componenti con l’accusa di essersi addentrati nel palazzo del principe di Francavilla al Chiatamone travestiti da domestici e di aver rubato un cavallo. In questa circostanza la squadra mobile scoprì una lista su cui erano elencati ventidue nomi di liberali borghesi napoletani di cui la banda voleva liberarsi, compreso l’avvocato Giustiniano Lebano.

### Sequestri illustri e rapine
Nel dicembre del 1862, dopo aver sottratto dei fucili alla guardia nazionale, la banda Pilone decise di svaligiare il treno di Terzigno e all’arrivo di carabinieri e bersaglieri locali iniziò uno scontro che portò all’arresto di quindici componenti del guerrigliero e alla morte di due. Anche in questa occasione il comandante Pilone riuscì a salvarsi fuggendo con ventisei compagni e trovando riparo nelle cave del Vesuvio, dove nel 1863, con l’aiuto del comitato borbonico, fece arruolare altri quattordici componenti per un totale di quaranta effettivi. Dopo la cattura del nobile Sangro duca di Casacalenda, avvenuta a Napoli il 13 gennaio, a fine dello stesso mese la banda Pilone fermò a Boscotrecase la carrozza del marchese Avitabile, direttore del Banco di San Giacomo a Napoli, rapinò il marchese chiedendo un riscatto di ventimila ducati al colono e sequestrò il suo fucile da caccia, i suoi cavalli, e i suoi beni, finendo per intascare in tutto diecimila ducati]. Nel 1864-1865 sulla strada che porta al Vesuvio dal versante di Boscotrecase, si trovò a transitare il corteo con l'allora principe Umberto di Savoia, figlio di Vittorio Emanuele II: l'ex scalpellino e la sua banda fermarono la carrozza spianando le armi e mettendo fuori gioco i pochi soldati che l'affiancavano, spogliarono la compagnia e il principe, rubando abiti, oggetti, soldi, armi e preziosi e li lasciarono tornare indietro. Attraverso quel colpo la banda Pilone sancì l'inizio di una serie di incursioni su tutto il vesuviano e nell'Agro nocerino sarnese. Le settimane che seguirono diedero inizio all'allarme generale di carabinieri, bersaglieri, guardie nazionali di Caserta che scatenarono una vera e propria campagna militare contro la banda di Antonio Cozzolino. I primi a finire dietro le sbarre furono i fedeli fiancheggiatori di Pilone: Raffaele Falanga e Ferdinando Cozzolino, cognato e zio del brigante; seguirono Biagio Panariello, Salvatore Lombardi Zoccolaro, Luigi Auricchio, Ludovico Perugino. Uno dopo l'altro, furono assicurati alle patrie galere tutti coloro che avevano collegamenti con i comitati borbonici di Portici e Napoli. Secondo la legge Pica, emanata nel 1863, per tutte le famiglie che abitavano nei boschi, o che avevano un giovane in “odore” di brigantaggio o un renitente alla leva, era previsto il carcere. E così accadde a Boscoreale, Ottajano e Terzigno. La massiccia caccia all'uomo continuò, tuttavia Cozzolino riuscì più volte a sfuggire alla cattura. In un primo momento l'ex sergente maggiore dei Cacciatori si rifugiò nel Nolano dove si congiunse con la banda di Sabatiello Capuano, originario di Serino. Nel febbraio del 1866, l'ex scalpellino tentò di dare l'assalto a un treno poco prima che il convoglio entrasse nella stazione di Sarno, tuttavia la spedizione si rivelò un tragico fallimento. La banda fu intercettata e annientata da un drappello della locale Guardia nazionale: due bersaglieri e un carabiniere persero la vita, dei briganti si salvò solo Pilone, nuovamente costretto a ritirarsi.

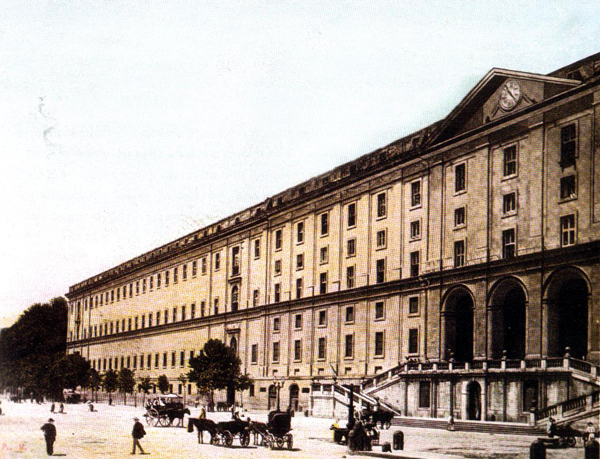
Real Albergo dei Poveri (Napoli) - Foto di fine 1800

### L'assalto di Via Forìa
Infine, resosi conto dell'impossibilità di riformare l'antica banda, Cozzolino decise di imbarcarsi a bordo di un peschereccio che lo portò esule sulle coste del Lazio e da lì raggiunse Roma, dove fu accolto dal suo amato sovrano, Francesco II di Borbone. Quest'ultimo gli procurò un passaporto pontificio ma non bastò a salvare Pilone che successivamente venne rinchiuso nelle carceri pontificie di Tivoli. Il 6 marzo 1869 riguadagnò la libertà e poco prima che finisse l'estate tornò a Napoli, col fine di riprendere la lotta armata contro l'invasore. Da un rapporto di Pubblica Sicurezza risulta che, il 9 settembre del 1869, la polizia di Napoli fu avvisata dall'informatore boschese Celestino Acampora, che il brigante Cozzolino era tornato nelle campagne di Boscotrecase e di Boscoreale, apparentemente disarmato e tranquillo. Il Vesuvio venne presto circondato da uomini in divisa, tutti allertati per dare la caccia all'inafferabile bandito; d'altra parte, con il dispiegamento delle forze dell'ordine, contrabbando e traffici divennero un'impresa impossibile e fu per questo che per i camorristi la presenza di Pilone si tramutò in un fatto ingombrante e sconveniente: per quanto rispettato fosse quell'uomo - che si era spesso rivelato utile alla "comune battaglia" - non si poté più consentire che, a causa della sua ostinazione, il territorio fosse presidiato, casa per casa, dalle forze dell'ordine. L'unico modo per porre fine allo stato d'assedio che rovinava i negozi, era eliminare Pilone: la sua semplice cattura avrebbe dato il via ad un processo che avrebbe trascinato nel baratro confidenti e sospetti. Frattanto il brigante riuscì a sottrarsi per quasi un anno alla caccia di soldati e carabinieri, fino al momento in cui il 20 settembre 1870 i bersaglieri entrarono a Roma, decretando la fine dello Stato pontificio: la città eterna era caduta. Allora non solo lo status di compromesso politico che aveva Pilone divenne inutilizzabile, ma improvvisamente vennero a mancare gli aiuti finanziari ricevuti in tutti quegli anni da Francesco II. Pertanto, in seguito ad un accordo tra notabili e camorristi della "Bella Società", successe che a Napoli, il 14 ottobre del 1870, Salvatore Giordano, vecchio compagno di scorribande di Cozzolino scelto dai suddetti per trascinare il brigante in trappola, tradì quest'ultimo accompagnandolo in Via Forìa, dove lo aspettavano quindici poliziotti, precisamente lungo il tratto di strada compreso tra il Real Albergo dei Poveri e l'Orto Botanico. Pilone fu ucciso dall'appuntato Generoso Zicchelli che gli affondò una lama nel petto, e fu poi pugnalato e preso a calci dalle forze dell'ordine restanti.

## Morte del capobanda ed epilogo del fenomeno brigantesco
La gazzetta piemontese, alla data del 16 ottobre 1870, riportò così l'avvenimento della cattura di Antonio Cozzolino:
«Togliamo dal Roma di Napoli del 14, i seguenti particolari: il famigerato Pilone sfuggito alle persecuzioni cui era fatto segno nel tenimento di Torre Annunziata, era rifugiato in Napoli e voleva continuarvi le sue gesta. La questura venuta in cognizione che stamane doveva perpetrare un ricatto verso l'Albergo dei poveri, ha inviato il delegato Petrillo con alcune guardie in borghese per sorprenderlo. Infatti alle 9 e dieci minuti, nella strada Forìa, e proprio alla fine dell'Orto Botanico, gli agenti della forza pubblica, dai connotati che avevano, hanno riconosciuto il brigante, ed avvicinandosi gli hanno intimato l'arresto. Pilone, armato, ha cominciato a difendersi con un nodoso bastone producendo delle contusione al delegato Petrillo ed alla guardia Mazzella, poi armatosi di un pugnale, si è scagliato sulla guardia Zicchelli che più lesto gli ha tirato un colpo al cuore e lo ha ucciso all'istante. Il cadavere trasportato nella Questura è stato veduto da molto popolo accorso alla notizia. Il Pilone era vestito decentemente ed aveva un occhiale bleu col quale cercava non farsi conoscere.» 
Il brigantaggio fu senz'altro un fenomeno molto complesso particolarmente feroce, di cui tentò di servirsi Francesco II per ritornare sul trono perduto. A partire dal 1865, periodo in cui la repressione era quasi giunta al suo termine, il fenomeno del brigantaggio, perduti i suoi capi e senza basi politiche e sociali, finì per limitarsi a sempre più sporadici, ma non per questo meno sanguinosi, episodi fino a cessare definitivamente.